# Stefan G. Rasmussen
Stefan Gydegaard Rasmussen, född 23 juli 1947 i Randers, Danmark, är en dansk före detta pilot, politiker och musiker. Han är mest känd för sin roll som kapten på SAS Flight 751, där han genomförde en lyckad nödlandning efter motorbortfall den 27 december 1991.

## Biografi

### Uppväxt och utbildning
Rasmussen utbildade sig tekniskt och tjänstgjorde i det danska flygvapnet innan han utbildade sig till pilot i USA.

### Flygkarriär
Han anställdes av Scandinavian Airlines (SAS) 1979 och blev kapten 1983.

### SAS Flight 751
Den 27 december 1991 var Rasmussen befälhavare på SAS Flight 751, som drabbades av motorproblem kort efter start från Arlanda flygplats. Isbildning på vingarna, på grund av bristfällig avisning, orsakade att båda motorerna havererade. Rasmussen lyckades nödlanda flygplanet i ett skogsområde nära Gottröra i Sverige. Samtliga 129 personer ombord överlevde. 

### Efter nödlandningen
Efter händelsen drabbades Rasmussen av posttraumatiskt stressyndrom (PTSD) och tvingades avsluta sin flygkarriär. Han gick senare in i politiken och blev invald i det danska Folketinget 1994 för det Konservative Folkeparti, men avgick 1996 av hälsoskäl. Han har också varit aktiv kommunpolitiker i Frederikssund mellan 2000 och 2005.

## Författarskap
Rasmussen har skrivit flera böcker om sina upplevelser:
- Det gælder dit liv!
- Du ska' ikk' spør'e mig

## Musik
Sedan 2005 är han verksam som musiker. Han leder bandet Verdens Mindste Big Band och uppträder som sångare och saxofonist. :contentReference[oaicite:2]{index=2}

## Utmärkelser
- Dannebrogordens Riddarkors
- H.M. Konungens medalj av 8:e graden i högblått
- Flera internationella utmärkelser inom flygindustrin